# Children of the Corn: Genesis
Children of the Corn: Genesis este un film american de groază din 2011 regizat de Joel Soisson. Rolurile principale au fost interpretate de actorii Kelen Coleman, Tim Rock și Billy Drago. Este al optulea film din seria Children of the Corn.

## Distribuție
- Kelen Coleman - Allie
- Tim Rock - Tim
- Barbara Nedeljáková - Helen / Oksana
- Billy Drago - Preacher
- Dusty Burwell - The Child
- Duane Whitaker - Pritchett
- J.J. Banicki - Cole
- Kai Caster - Cole's Mother

## Producție și lansare
Filmările au avut loc în perioada ____. Cheltuielile de producție s-au ridicat la ___ $.
A fost lansat pe DVD și Blu-ray sub sigla Dimension Films' Extreme la 30 august 2011.